# Eric Jerez
Eric Jerez (Santa Rosa, La Pampa, Argentina, 20 de agosto de 1994) es un futbolista argentino. Juega de defensor en Vélez Sarsfield.

## Clubes
| Club                   | País      | Año           | PJ | Goles |
| ---------------------- | --------- | ------------- | -- | ----- |
| Vélez Sarsfield        | Argentina | 2013 - 2015   | 3  | 0     |
| Guarani Antonio Franco | Argentina | 2015          | 9  | 0     |
| Atlanta                | Argentina | 2016-2017     | 9  | 0     |
| Vélez                  | Argentina | 2017-presente | 0  | 0     |